# Dordogne (pétrolier)
Pour les articles homonymes, voir Dordogne.
Le Dordogne est un pétrolier à vapeur qui sert dans la marine française en 1914, puis de 1919 à 1940. Construit par Armstrong Whitworth en 1913 pour la Eagle Oil Transport Company (en) sous le nom de San Isidoro, il est acheté par la marine française dès son lancement. Prêté à la Royal Navy de 1915 à 1919 où il prend le nom de Silverlip, il est sabordé à Brest en juin 1940 pour éviter de tomber aux mains de l'armée allemande.

## Histoire
En 1912, Weetman Pearson fonde la Eagle Oil Transport Company (en) pour transporter le pétrole de ses gisements au Mexique au Royaume-Uni. L'entreprise commande une flotte de 20 pétroliers à des chantiers navals britanniques. Ils comprennent les navires sœurs San Isidoro et San Onofre construits au chantier naval d'Armstrong Whitworth à Hebburn sur la rivière Tyne dans le nord-est de l'Angleterre.
Le San Isidoro est lancé en décembre 1913 et mis en service en mars 1914,. Il est acheté par le gouvernement français la même année pour 5 296 000 francs et la marine nationale le rebaptise Dordogne,. Le navire est prêté à la Royal Navy de 1915 à 1919 qui le rebaptise Silverlip et le met à la disposition de la Anglo Saxon Petroleum Co Ltd. Le 21 octobre 1917, il évite une torpille tirée par un sous-marin allemand alors qu'il navigue au nord-ouest de l'Écosse.
De retour dans la marine française, il reprend son nom de Dordogne. De 1919 à 1931, il parcourt 450 000 miles et transporte vers la France 800 000 tonnes de produits pétroliers. Le 7 mars 1928, il connaît une importante avarie, la perte de son hélice, au large des côtes espagnoles, il est remorqué à Ferrol puis rentre fin mars sur Brest En septembre 1931, il est retiré du service actif puis, est de nouveau mis en service, en février 1932, à la suite de l'indisponibilité d'un autre pétrolier.
En 1939, il est positionné au cimetière des navires de Landévennec. La même année, en mars, il devient, pour les besoins du film Remorques réalisé par Jean Grémillon, le Mirva mais seulement quelques plans tournés en mer sont exploitables, il est de nouveau utilisé pour le tournage en juillet. Devant l'avancée de l'armée allemande, il est sabordé par son équipage, dans la Baie de Roscanvel, à Brest le 18 juin 1940,.